# Pimoa crispa
Espèce
Synonymes
- Metella crispa Fage, 1946

Pimoa crispa est une espèce d'araignées aranéomorphes de la famille des Pimoidae.

## Distribution
Cette espèce est endémique d'Uttarakhand en Inde,. Elle se rencontre dans le district de Dehradun dans la grotte Moila Cave.

## Publication originale
- Fage, 1946 : Araignées cavernicoles de l'Inde. Bulletin du Muséum National d'Histoire Naturelle de Paris, sér. 2, vol. 18, p. 382-388.